# Lubeck Challenger 2003
Il Lubeck Challenger 2003 è stato un torneo di tennis facente parte della categoria ATP Challenger Series nell'ambito dell'ATP Challenger Series 2003. Il torneo si è giocato a Lubecca in Germania dal 10 al 16 febbraio 2003 su campi in sintetico indoor.

## Vincitori

### Singolare
Alexander Waske ha battuto in finale  Martin Verkerk con il punteggio di 7–6(3), 6–3

### Doppio
Ota Fukárek /  Jordan Kerr hanno battuto in finale  Robert Lindstedt /  Fredrik Loven 6–3, 3–6, 6–3